# Этнографический музей (Белград)
Этнографический музей Белграда (серб. Етнографски музеј) — один из старейших этнографических музеев на Балканском полуострове. Расположен на Студенческой площади в общине Стари град.

## История
Этнографический музей создан в феврале 1901 года, однако его корни уходят в прошлое. Собирание этнографический предметов началось в середине XIX столетия. В рамках Национального музея Сербии (сербохорв. Сербсконародни музеум) хранилось ещё в 1844 году, определённое количеств этнографических предметов.
Первый систематический сбор проводился для участия во Всеславянской выставке, проводившейся в Москве в 1867 году. Несмотря на то, что все собранные предметы остались в Москве, данная выставка важна потому что в Сербии, и на Балканах вообще, начался систематический сбор этнографических предметов и этнологическое изучение этих территорий.
В рамках Сербского ученого общества в 1872 году было сформулировано конкретное предложение о создании музея, в котором будут храниться этнографические предметы. В этом же году Стоян Новакович изложил Предложение и проект создания Сербского историко-этнографического музея, и с этого времени начинается формирование отдельного этнографического музея. Идея о таком музее была окончательно реализована в феврале 1901 года, когда этнографическую коллекцию перевели из Национального музея в отдельное здание, полученное в подарок от Стевчи Михайловича (купца из Ягодина, будущего премьер-министра Сербии). Этот год считается датой создания этнографического музея.
В первые дни после создания Этнографический музей обладал коллекцией, состоявшей из 909 этнографических предметов, 32 книг, небольшим количеством фотографий, а также включала очень ценный Альбом акварелей и чертежей национальных костюмов Николы Арсеновича. Первым руководителем был назначен Сима Троянович. Он сразу же начал масштабное пополнение коллекции предметами, и уже в 1904 году фонды музея насчитывали около 8500 экспонатов. Предметы собирались со всех территорий всего Балканского полуострова, и не относились только к традиционной культуре  сербов, а и к другим этническим группам с этих территорий. Этнологические исследования и сбор полевых этнографических материалов началось уже в 1902 году.
Первая постоянная экспозиция этнографического музея открылась 20 сентября 1904 года, и с тех пор хранители музей беспрестанно собирают этнографические предметы, постоянно наращивая таким образом фонды музея. В период Первой и Второй мировой войн Этнографический музей лишился большого количества предметов, которые были уничтожены в вихре войны.
Благодаря сохранившемуся традиционному образу жизни на Балканах, после Первой мировой войны продолжили пополнять фонды музей, и в 1926 году опубликован был первый том Вестника Этнографического музея, который регулярно выпускается по настоящее время. Посте Второй мировой войны начались систематические этнологические исследования этнографических областей, было проведено большое число отдельных исследований, начинается также работа по систематизированной, основанной на науке, консервации предметов.

## Здание музея
После неоднократных смен адреса, начиная с дома Стевчи Михайловича, который находился на пересечении улиц Князя Милоша и Бирчанинова, и здания на пересечении улиц Негошева и Княгини Зорки (в 1938), и заканчивая с адаптированным зданием караулов дворцового ансамбля на улице Теразие (1945–1948) – Музей в 1951 году поселился в здании не пересечении улиц Студенческая площадь д. 13 и Узун-Миркова д. 2, построенном в 1933 и 1934 году, по проекту архитектора Александра Джорджевича. Здание было предназначено для размещения бывшей когда-то биржи, как здание с деловым и жилым назначением. По своим архитектурным характеристикам здание относится к зрелой модернистской концепции, в то время как акцентированный вертикализм отражает иностранные,  преимущественно германские влияния. Построенный как шестиэтажное здание в особом месте на территории Академического парка, в непосредственной близости от зданий ВУЗов (здание Великой школы – в настоящее время Ректорат Белградского университета, здание Нового  университета – в настоящее время Филологический факультет), учреждения культуры (здание Народного университета им. Колараца ) и городских административных зданий (здание Белградского муниципалитета – в настоящее время Югославская кинотека, городская полиция), сразу по завершении строительства были признано произведением с исключительным значением, в настоящее время оцененный важной частью корпуса архитектуры в стиле модерн в Сербии. Первоначальное назначение под размещение биржи здание имело до начала Второй мировой войны; после окончания войны одна часть здания изменила назначение. А именно, в начала пятидесятых годов прошлого века часть подвала, первый этаж, мезонин, второй и третий этажи переданы Этнографическому музею. В период с 1951 по 1954 годы была выполнена адаптация этой части здания под размещение коллекций музей и фондов, и организации выставочной деятельности. Очередной адаптацией, выполненной в   1983-1984 годы здание почти полностью на всех шести этажах приспособлено для использования в качестве музея. Адаптация здания в основном касалась переделки интерьеров к новому назначению, причем аутентичность его фасадов и монументальность входной части сохранилась. Являясь зданием с архитектурно-градостроительным и культурно-историческим значением, в котором размещено учреждение культуры, в которой хранится богатое этнографическое наследие, Этнографический музей в 1984 году было признанно памятником культуры.

## Галерея
|  |  |  |  |  |

## Музей сегодня
В этнографическом музее до настоящего времени было открыто восемь постоянных экспозиций и около 300 временных выставок. Постоянная экспозиция занимает три уровня здания. В Этнографическом музее сегодня хранится большое количество этнографических предметов, распределённых в отдельные коллекции (домашняя утварь, украшения, обычаи, национальные костюмы, народное зодчество, народное хозяйство, скотоводство, транспорт, предметы культа и т.д.); обладает одной из самых богатых библиотек на Балканах. Музей самостоятельно издаёт профильные публикации, имеет службу консервации, которая обрабатывает почти все виды материалов, имеет большую выставочную площадь, организует масштабные этнографические исследования, обладая волей и знаниями, позволяющими изучать XIX столетие с этнологического и антропологического аспектов.
В Этнографическом музее 7 июня 2013 года был представлен перечень нематериального культурного наследия Республики Сербии, включающий 27 элементов.